# أوبن سيتي
المدينة المفتوحة (بالإنجليزية: Open City)‏ هي رواية للكاتب النيجيري الأمريكي تيجو كول صدرت عام 2011. تدور أحداث الرواية في المقام الأول في مدينة نيويورك ، وهي تتعلق بمهاجر نيجيري يدعى جوليوس، الذي انفصل مؤخراً عن صديقته. حظيت الرواية بالثناء على تصويرها لنيويورك.
أدرجت في العديد من قوائم نهاية العام لأفضل الكتب التي نشرت في عام 2011.

## القصة
جوليوس، وهو رجل أكمل السنة الأخيرة من زمالة الطب النفسي، يجول في شوارع مدينة نيويورك ويلتقي بمجموعة متنوعة من الناس على مدى عام

## الهيكل
لا تحتوي الرواية على حبكة جوهرية، وتعتمد بدلاً من ذلك على رؤى يوليوس و«آلامه» من خلال مدينة نيويورك والعالم الأوسع لدفع الكتاب. تمت مقارنة بنية الكتاب وتركيبته بعمل دبليو جي سيبالد، وعلى الرغم من أن الرواية المفتوحة لديها فصول «منفصلة اسميا»، إلا أن عدم وجود علامات ترقيم يعطيها «جو النص المكتوب في فقرة واحدة متصلة». وقد شُبِّه هذا الأسلوب بهيكل اليوميات.